# Rhagoletis rumpomaculata
Rhagoletis rumpomaculata är en tvåvingeart som beskrevs av Hardy 1964. Rhagoletis rumpomaculata ingår i släktet Rhagoletis och familjen borrflugor.
Artens utbredningsområde är Nepal. Inga underarter finns listade i Catalogue of Life.